# Distrikt Sicaya
Der Distrikt Sicaya liegt in der Provinz Huancayo der Region Junín im zentralen Westen Perus. Der Distrikt wurde am 2. Januar 1857 gegründet. Er hat eine Fläche von 41,6 km². Beim Zensus 2017 lebten 17.779 Einwohner im Distrikt. Im Jahr 1993 betrug die Einwohnerzahl 6367, im Jahr 2007 7532. Verwaltungssitz ist die gleichnamige 3282 m hoch gelegene Stadt Sicaya, die deckungsgleich mit dem Distrikt ist.

## Geographische Lage
Der Distrikt Sicaya liegt im Andenhochland im Nordwesten des Ballungsraums der Provinz- und Regionshauptstadt Huancayo am westlichen Flussufer des nach Süden strömenden Río Mantaro. Im Nordwesten grenzt der Distrikt Sicaya an den Distrikt Orcotuna (Provinz Concepción), im Osten an die Distrikte Saño, Hualhuas und Distrikt San Agustín de Cajas, im Südosten an den Distrikt Pilcomayo, im Süden an den Distrikt Chupaca sowie im Südwesten an den Distrikt Huachac (die beiden letzteren in der Provinz Chupaca).